# 諾韋 (姆利尼夫區)
50°34′30″N 25°24′59″E / 50.57500°N 25.41639°E
諾韋（烏克蘭語：Нове），是烏克蘭西北部的村莊，隸屬里夫內州的杜布諾區。該村始建於1685年，面積6.13平方公里，海拔高度197米，2001年人口192，人口密度每平方公里31.3人。